# Nyan Cat
Nyan Cat (výslovnost njan kæt z japonského にゃん　a anglického cat) je název YouTube videa, nahraného v dubnu 2011, které se stalo internetovým memem. Video se sloučilo s japonskou popovou písničkou, v níž je animovaná kreslená kočka s tělem Pop-Tart (předpečené toastové pečivo se sladkou náplní), která letí vesmírem, a zanechává za sebou duhovou stopu. Video se v roce 2011 umístilo na 5. místě na seznamu nejsledovanějších videí na YouTube.

## Animovaný GIF
2. dubna 2011 byl zveřejněn animovaný GIF kočky 25letým Christopherem Torresem z Dallasu, Texasu, který si na svých internetových stránkách LOL-Comics přezdívá "prguitarman". Torres v rozhovoru vysvětlil, odkud nápad na animaci vzešel: "Dělal jsem dárcovství pro Red Cross a mezi kresbami v mém Livestream video chatu se dva různí lidé zmínili, že bych měl nakreslit 'Pop Tart' a 'kočku' ". V reakci na to vytvořil hybridní obrázek Pop Tart a kočky, který se později vyvinul v animovaný GIF. Design Nyan Cat byl ovlivněn Torresovou kočkou Martym, který zemřel v listopadu 2012 na kočičí infekční zánět pobřišnice.

## Píseň
Původní verze písně "nyan!" byla nahrána uživatelem "daniwell" na japonské video stránky niconico 25. července 2010. V písni figuruje Vocaloid Hatsune Miku (初音 ミク). Japonské slovo "nya" (にゃ) je zvukomalebné, napodobuje volání kočky a znamená "mňau".

## YouTube video
YouTube uživatel "saraj00n" (jejíž skutečné jméno je Sara) zkombinovala animaci kočky s "Momo Momo" verzí písně "Nyanyanyanyanyanyanya!", a nahrála ji na YouTube 5. dubna 2011, tři dny po tom, co Torres nahrál svou animaci s názvem "Nyan Cat". Video se rychle stalo úspěšným poté, co bylo na webových stránkách, včetně G4 a CollegeHumor. Christopher Torres řekl: "Původně se jmenovala Pop Tart Cat a já jí tak budu říkat i nadále, ale internet dospěl k rozhodnutí ji pojmenovat Nyan Cat a i s touto volbou jsem spokojen."